# Iridomyrmex
Genre
Iridomyrmex est un genre de fourmis (famille des Formicidae). Ces espèces se rencontre depuis l'Inde et la Chine jusqu'à l'Australie et la Nouvelle-Calédonie.

## Liste d'espèces
Selon ITIS (18 mars 2021) :
- Iridomyrmex agilis Forel, 1907
- Iridomyrmex albitarsus Wheeler, 1927
- Iridomyrmex anceps (Roger, 1863)
- Iridomyrmex anderseni Shattuck, 1993
- Iridomyrmex angusticeps Forel, 1901
- Iridomyrmex anteroinclinus Shattuck, 1993
- Iridomyrmex argutus Shattuck, 1993
- Iridomyrmex bicknelli Emery, 1898
- Iridomyrmex bigi Shattuck, 1993
- †Iridomyrmex breviantennis Theobald, 1937
- Iridomyrmex butteli (Forel, 1913)
- Iridomyrmex calvus Emery, 1914
- Iridomyrmex cappoinclinus Shattuck, 1993
- Iridomyrmex cephaloinclinus Shattuck, 1993
- Iridomyrmex chasei Forel, 1902
- Iridomyrmex conifer Forel, 1902
- Iridomyrmex cyaneus Wheeler, 1915
- Iridomyrmex discors Forel, 1902
- Iridomyrmex dromus Clark, 1938
- Iridomyrmex emeryi Crawley, 1918
- Iridomyrmex exsanguis Forel, 1907
- Iridomyrmex extensus Emery, 1887
- †Iridomyrmex florissantius Carpenter, 1930
- Iridomyrmex galbanus Shattuck, 1993
- Iridomyrmex geinitzi (Mayr, 1868)
- Iridomyrmex gracilis (Lowne, 1865)
- Iridomyrmex greensladei Shattuck, 1993
- Iridomyrmex hartmeyeri Forel, 1907
- Iridomyrmex haueri (Mayr, 1867)
- Iridomyrmex hesperus Shattuck, 1993
- Iridomyrmex innocens Forel, 1907
- Iridomyrmex krakatauae Wheeler, 1924
- Iridomyrmex latifrons Karavaiev, 1933
- Iridomyrmex lividus Shattuck, 1993
- †Iridomyrmex mapesi Wilson, 1985
- Iridomyrmex mattiroloi Emery, 1898
- Iridomyrmex meinerti Forel, 1901
- Iridomyrmex mimulus Shattuck, 1993
- Iridomyrmex mjobergi Forel, 1915
- Iridomyrmex notialis Shattuck, 1993
- Iridomyrmex oblongiceps Wheeler, 1915
- †Iridomyrmex obscurans Carpenter, 1930
- Iridomyrmex obscurus Crawley, 1921
- Iridomyrmex obsidianus Emery, 1914
- Iridomyrmex occiduus Shattuck, 1993
- Iridomyrmex prismatis Shattuck, 1993
- Iridomyrmex purpureus (Smith, 1858)
- Iridomyrmex reburrus Shattuck, 1993
- Iridomyrmex rufoinclinus Shattuck, 1993
- Iridomyrmex rufoniger (Lowne, 1865)
- Iridomyrmex sanguineus Forel, 1910
- Iridomyrmex spadius Shattuck, 1993
- Iridomyrmex spodipilus Shattuck, 1993
- Iridomyrmex variscapus Shattuck, 1993
- Iridomyrmex vicinus Clark, 1934
- Iridomyrmex viridiaeneus Viehmeyer, 1914
- Iridomyrmex viridigaster Clark, 1941
- Iridomyrmex wingi Donisthorpe, 1949

### Espèces fossiles
Selon Paleobiology Database en 2022, les espèces fossiles référencées sont au nombre de cinq.
- †Iridomyrmex breviantennis Théobald 1937
- †Iridomyrmex florissantius Carpenter 1930
- †Iridomyrmex mapesi Wilson 1985
- †Iridomyrmex obscurans Carpenter 1930
- †Iridomyrmex shandongicus Zhang 1989